# Ros Roca
Ros Roca és una multinacional lleidatana amb seu central a Tàrrega. L'empresa és líder en sistemes de recollida de residus, amb un alt nivell d'internacionalització exportant a més de setanta països.

## Història
Ferran Ros Pijoan i Ramon Roca i Sala van crear, l'any 1953, un petit taller a Agramunt. Les seves primeres empreses estaven especialitzades en maquinària agrícola i es dedicaven a la fabricació i venda de fusta i a la construcció de remolcs, cisternes i eixos, entre d'altres, per al sector agrícola. L'any 1956, Ros Roca va començar a fabricar equips per a la recollida de residus. L'any 1968 es va inaugurar l'actual seu central a la capital de l'Urgell.